# Arachnocrea stipata
Arachnocrea stipata är en svampart som först beskrevs av Karl Wilhelm Gottlieb Leopold Fuckel, och fick sitt nu gällande namn av Z. Moravec 1956. Arachnocrea stipata ingår i släktet Arachnocrea och familjen Hypocreaceae.  Arten är reproducerande i Sverige. Inga underarter finns listade i Catalogue of Life.